# Lothar Matthäus
Lothar Herbert Matthäus (sinh ngày 21 tháng 3 năm 1961) là một cựu cầu thủ bóng đá huyền thoại người Đức, hiện nay ông đang là một huấn luyện viên. Năm 1990, trên cương vị là đội trưởng, ông đã đưa đội tuyển bóng đá quốc gia Đức giành chiến thắng, đoạt ngôi vô địch World Cup 1990, giành danh hiệu Quả Bóng Vàng năm 1990. Một năm sau đó, ông được bầu chọn là cầu thủ xuất sắc nhất thế giới.

## Sự nghiệp của câu lạc bộ
Anh ấy đã trải qua những ngày đầu chơi bóng trong đội trẻ của 1. Matthäus bắt đầu sự nghiệp chuyên nghiệp của mình vào năm 1979 với Borussia Mönchengladbach của Bundesliga , người mà anh ấy đã chơi cho đến năm 1984. Sau đó anh ấy chơi cho Bayern Munich từ năm 1984–88, vô địch Bundesliga hai lần và DFB-Pokal.
Matthäus và đồng đội ở Bayern, Andreas Brehme , ký hợp đồng với Inter Milan ở Serie A năm 1988, giành Scudetto năm 1988–89 trong mùa giải đầu tiên của họ, và cả Siêu cúp Ý năm đó. Matthäus tiếp tục gặt hái được nhiều thành công hơn nữa với Inter, vô địch UEFA Cup năm 1991 và được bầu là Cầu thủ xuất sắc nhất năm của FIFA . Trong trận chung kết, anh đã sút thành công quả phạt đền ở trận lượt đi để giúp họ giành chiến thắng trước Roma .
Trở lại Bayern Munich vào năm 1992, anh đã giành được bốn chức vô địch Bundesliga, hai DFB-Pokals, một UEFA Cup khác và lọt vào trận chung kết cúp châu Âu lần thứ hai vào năm 1999 . Danh hiệu bóng đá cấp câu lạc bộ lớn duy nhất đã bỏ qua Matthäus, cho các giải đấu mà anh ấy đã chơi, là UEFA Champions League . Nổi tiếng, anh ấy đã đến trong vòng hai phút sau khi nhận huy chương của người chiến thắng vào năm 1999 , chỉ để hy vọng của anh ấy bị tiêu tan bởi Manchester United , người đã ghi hai bàn thắng vào phút cuối.trong trận chung kết, sau khi anh bị thay ra ở phút thứ 80 của trận đấu trong khi đội vẫn đang dẫn trước 1–0. Khi hai đội đi lấy huy chương, Matthäus đã tước bỏ huy chương á quân của mình ngay sau khi anh ta nhận được nó - đó là lần thứ hai anh ta ở bên thua trong một trận chung kết trong hoàn cảnh tương tự; trong trận chung kết năm 1987 , Bayern dẫn trước 1–0 phần lớn thời gian của trận đấu cho đến khi có hai bàn thắng muộn giúp FC Porto giành chiến thắng. Sau khi Matthäus giải nghệ, Bayern sẽ vô địch Champions League 2000–01 và cuối năm đó là Cúp Liên lục địa . Trận đấu chính thức cuối cùng của anh ấy cho Bayern diễn ra tại Munich vào ngày 8 tháng 3 năm 2000 và là trận đấu tại Champions League với Real Madrid, mà Bayern thắng 4–1.
Trong mùa giải 1999–2000 , Matthäus chuyển từ Bayern đến đội MetroStars của Thành phố New York của Giải nhà nghề Mỹ. Anh chơi bóng ở Mỹ từ tháng 3 đến tháng 10 năm 2000 và từ giã sự nghiệp bóng đá chuyên nghiệp sau đó. Trong mùa giải của anh ấy với MetroStars, anh ấy đã đến St. Tropez khi anh ấy được cho là đang tập luyện trở lại.
Matthäus nghỉ hưu vào năm 2018, ở tuổi 57, chơi 50 phút trong hiệp 1. Trận đấu cuối cùng trong mùa giải của FC Herzogenaurach . Đội bóng đã đảm bảo chức vô địch, và sự xuất hiện cho phép Matthäus thỏa mãn tham vọng giải nghệ với câu lạc bộ nơi anh bắt đầu sự nghiệp: «Tôi luôn mơ được chơi trận đấu cuối cùng ở đây».

## Sự nghiệp quốc tế
Matthäus lần đầu tiên được gọi vào đội tuyển quốc gia Tây Đức vào năm 1980, nơi anh là một phần của đội chiến thắng tại UEFA Euro 1980 ở Ý, có trận ra mắt quốc tế tại giải đấu trong trận đấu với Hà Lan . Đến giờ, anh cũng đã có suất thường xuyên trong đội tuyển quốc gia tham dự World Cup 1986 tại Mexico, ghi bàn quyết định trong trận đấu với Morocco ở vòng 1/16 . Trong trận chung kết tại sân vận động Azteca ở Mexico City, mặc dù khả năng chơi làm đáng kể của mình, Anh được huấn luyện viên Franz Beckenbauer giao cho đối đầu với Diego Maradona của Argentina. . Maradona không ghi bàn trong trận chung kết, nhưng đường chuyền của anh cho đồng đội còn sáu phút trong thời gian quy định đã ấn định chiến thắng cho Argentina, và Tây Đức thua trận chung kết World Cup thứ hai liên tiếp, lần này là 3–2.
Tại UEFA Euro 1988 ở Tây Đức, Matthäus chỉ huy đội và ghi một quả phạt đền vào lưới Hà Lan trong trận bán kết để giúp đội của anh ấy dẫn trước 1–0, nhưng Ronald Koeman đã san bằng tỷ số bằng một quả phạt đền, và rồi Marco van Basten trượt dài trong bàn thắng quyết định ở những phút cuối trận. Anh ghi bàn thắng duy nhất trong trận tứ kết với Tiệp Khắc từ một quả phạt đền ở phút 25 của trận đấu. Tây Đức lọt vào trận chung kết thứ ba liên tiếp, trận tái đấu với Argentina do Maradona dẫn dắt, và lần này Matthäus và đồng đội đã giành chiến thắng 1–0 tại Stadio Olimpico ở Rome nhờ Andreas Brehme thực hiện quả phạt đền ở phút 85. Anh ấy đã ghi một quả phạt đền trong trận tứ kết của Đức với Bulgaria tại sân vận động Giants ở thành phố New York, đây cũng là trận đấu kỷ lục của anh ấy ở World Cup, nhưng các cầu thủ Bulgaria đã ghi hai bàn trong ba phút để làm buồn lòng các nhà đương kim vô địch.
Anh ấy ngồi dự bị trong chiến thắng của Đức trước Hoa Kỳ , nhưng đã vào sân thay người trong trận gặp Nam Tư và giúp đội có trận hòa 2–2. Vào năm 2014 , kỷ lục này cũng đã bị ràng buộc bởi thủ môn người Ý Gianluigi Buffon , người tuy nhiên chỉ chơi trong bốn trận. Matthäus đã chơi trong tất cả các trận còn lại của Đức cho đến khi Croatia hạ gục họ tại Lyon 3–0 ở tứ kết, nâng tổng số bàn thắng của anh lên kỷ lục 25. Anh ấy đã có ba lần khoác áo cuối cùng tại UEFA Euro 2000 ở Bỉ và Hà Lan, lần khoác áo thứ 150 của anh ấy là trước Bồ Đào Nha , nơi Đức đã có trận ra quân đầu tiên thảm hại.
Matthäus đã có một màn trình diễn tệ hại trong trận đấu đầu tiên với Romania, khiến Oliver Bierhoff và các cầu thủ chủ chốt khác của Đức yêu cầu anh ấy phải ngồi dự bị.
Ông là một trong những cầu thủ xuất sắc nhất người Đức, ông nghỉ hưu với tổng cộng 150 lần khoác áo đội tuyển quốc gia Đức. Matthäus là một thành viên trong danh sách FIFA 100 – một danh sách gồm 125 cầu thủ xuất sắc nhất còn sống, được chọn bởi Pelé.

## Sự nghiệp huấn luyện
Một năm sau khi kết thúc những ngày thi đấu lẫy lừng của mình, Matthäus bắt đầu sự nghiệp huấn luyện, điều mà cho đến nay vẫn ít được chú ý hơn nhiều. Trong các cuộc phỏng vấn trên báo chí và các lần xuất hiện trên các phương tiện truyền thông khác, anh ấy đã nói rõ về mục tiêu và mong muốn của mình để trở thành huấn luyện viên ở Bundesliga. Hy vọng của anh ấy là nhận công việc huấn luyện ở nước ngoài hoặc sẽ dẫn đắt đến những lời đề nghị từ các câu lạc bộ của Đức.
Khi không có kết quả nào xảy ra ngay cả sau nhiều lần bổ nhiệm nước ngoài, anh ấy thường đưa nó lên báo chí Đức giữa thời gian huấn luyện của mình.
Rapid Wien
Kinh nghiệm huấn luyện trưởng đầu tiên của anh ấy là tại SK Rapid Wien ở Bundesliga của Áo.
Partizan
Vào tháng 12 năm 2002, anh được câu lạc bộ Serbia FK Partizan thuê trong kỳ nghỉ đông giữa mùa để thay thế cho Ljubiša Tumbaković vừa bị sa thải . Matthäus ký hợp đồng 18 tháng.
Kế thừa một đội đứng đầu bảng, Matthäus đã đạt được mục tiêu trước mắt khi đưa Partizan đến chức vô địch giải đấu 2002–03 một cách thuyết phục, có thời điểm, thậm chí kéo dài khoảng cách so với đối thủ xếp thứ hai là Red Star Belgrade lên 19 điểm. Matthäus quay lưng lại sân vì không thể chịu đựng được tình huống đá phạt đền của Ćirković. Nằm trong một bảng đấu khó khăn với Real Madrid, nhà vô địch cuối cùng là FC Porto và Olympique de Marseille, Partizan đã bỏ lỡ vị trí UEFA Cup .
Vào ngày 13 tháng 12 năm 2003, ngay sau khi kết thúc trận đấu cuối cùng của nửa mùa giải trước kỳ nghỉ đông, Matthäus đột ngột từ chức tại Partizan bằng cách nói chuyện riêng với các cầu thủ và ban lãnh đạo câu lạc bộ. Một phát ngôn viên của câu lạc bộ cho biết Matthäus sẽ làm rõ mọi thứ trong một cuộc họp báo mà anh ấy lên lịch vào hai ngày sau, nhưng nó đã được suy đoán rộng rãi thông qua các báo cáo trên báo chí Hungary rằng người Đức đã đồng ý các điều khoản với Liên đoàn bóng đá Hungary để huấn luyện Đội tuyển quốc gia Hungary . Mọi chuyện bắt đầu với việc Matthäus, hiện là huấn luyện viên trưởng đội tuyển quốc gia Hungary, trả lời phỏng vấn chi tiết với báo chí Serbia và cáo buộc ban lãnh đạo câu lạc bộ Partizan đã vi phạm các điều khoản bổ sung trong hợp đồng của anh ấy. Nhân dịp đó, người ta biết rằng hợp đồng đầu tiên của anh ấy với Partizan đã được hoàn tất vào ngày 1 tháng 1 năm 2003 bao gồm một phần đảm bảo cơ sở cũng như các điều khoản phí bảo hiểm bổ sung cho anh ấy từ 5–10% từ chuyển nhượng cầu thủ và tài trợ áo đấu cũng như ưu đãi tiền thưởng Champions League. Matthäus tuyên bố rằng sau khi không có điều gì được vinh dự, anh ta đã từ bỏ việc yêu cầu tỷ lệ phần trăm của Danko Lazović và Zvonimir Vukić chuyển nhượng cũng như hợp đồng tài trợ áo đấu của Superfund do «không muốn làm mất bầu không khí của đội trong vòng loại Champions League», nhưng thay vào đó đã thúc đẩy các điều khoản bổ sung được thương lượng lại.
Đội tuyển quốc gia Hungary
Matthäus trở thành huấn luyện viên của đội tuyển bóng đá quốc gia Hungary vào ngày 14 tháng 12 năm 2003. Đất nước từng là vô địch của bóng đá đẳng cấp thế giới đang cố gắng đưa đội tuyển quốc gia trở lại con đường vinh quang trước đây của những năm 1950 , và Matthäus được giao nhiệm vụ vượt qua vòng loại World Cup 2006 . Sau khi bị cầm hòa ở một bảng đấu khó khăn với Thụy Điển, Croatia và Bulgaria, mục tiêu đó ngày càng khó khăn.
Chiến dịch bắt đầu vào mùa thu năm 2004 và khá nhanh chóng, rõ ràng Hungary đã lấn lướt. Trận thua 3–0 mở màn trước Croatia vào đầu tháng 9 đã phần nào được bù đắp 4 ngày sau đó bằng chiến thắng nhọc nhằn 3–2 trên sân nhà trước Iceland . Một tháng sau, Hungary của Matthäus phải đối mặt với một bài kiểm tra quan trọng khác trên sân khách, lần này là trên sân của Thụy Điển. Và một lần nữa nó kết thúc trong thất vọng với một trận thua 3–0 tệ hại khác. Trước khi kỳ nghỉ đông diễn ra, Hungary đã vượt qua đội bóng nhỏ nhất nhóm Malta , qua đó kết thúc phần thi mùa thu của vòng loại ở vị trí thứ tư với sáu điểm, về mặt khoa học vẫn còn cách bộ ba dẫn đầu khoảng cách rất xa. Đáng chú ý là chiến thắng 2–0 trong trận giao hữu ở Kaiserslautern với Đức vào ngày 6 tháng 6 năm 2004.
Khi vòng loại tiếp tục vào cuối tháng 3 năm 2005, Hungary tiếp đón Bulgaria trong trận đấu khá là phải thắng đối với đội của Matthäus, tuy nhiên họ chỉ có được một trận hòa ở phút cuối với bàn thắng đến ở phút 90 cho tỷ số chung cuộc 1-1. .
Atlético Paranaense
Matthäus ký hợp đồng một năm với huấn luyện viên câu lạc bộ Brazil Atlético Paranaense từ thành phố Curitiba vào ngày 11 tháng 1 năm 2006. Tuy nhiên, chỉ sau bảy trận đấu dẫn dắt kể từ đầu giải vô địch bang Paraná 2006. anh ấy rời câu lạc bộ vào tháng 3 năm 2006 với lý do muốn được gần gũi hơn với gia đình. Cách anh ấy rời đi đã đặt ra một số câu hỏi về tính chuyên nghiệp của anh ấy. Rõ ràng, chỉ năm tuần sau khi ký hợp đồng, anh ấy đã thông báo với các quan chức câu lạc bộ về việc cần phải gấp rút trở lại châu Âu để giải quyết một vấn đề cá nhân khẩn cấp, nhưng đảm bảo với họ rằng anh ấy sẽ trở lại sau 3–4 ngày.
Red Bull Salzburg
Vào ngày 19 tháng 5 năm 2006, chỉ hai tháng sau trận đấu kỳ lạ ở Brazil, Matthäus được công bố là huấn luyện viên của Red Bull Salzburg cho mùa giải 2006–07 sắp tới . Ngay sau đó, câu lạc bộ cũng đã ký hợp đồng với Giovanni Trapattoni làm giám đốc bóng đá của họ.
Maccabi Netanya
Vào ngày 13 tháng 4 năm 2008, có thông báo rằng Matthäus đã ký hợp đồng với câu lạc bộ Maccabi Netanya của Israel để làm huấn luyện viên cho đội từ đầu mùa giải 2008–09
Đội tuyển quốc gia Bulgaria
Vào ngày 23 tháng 9 năm 2010, có thông báo rằng Matthäus sẽ là huấn luyện viên mới của đội tuyển quốc gia Bulgaria sau khi Stanimir Stoilov từ chức vài tuần trước đó.  Hợp đồng của anh ấy có thời hạn một năm với tùy chọn gia hạn thêm hai năm.
Anh ấy bắt đầu với chiến thắng 1–0 trước Xứ Wales ở Cardiff trong trận ra mắt.  Matthäus đã dẫn dắt Bulgaria giành chiến thắng đầu tiên vào năm 2010 và trong chiến dịch vòng loại UEFA Euro 2012 . Vào ngày 12 tháng 10 năm 2010, anh ấy đã dẫn dắt Bulgaria giành chiến thắng 2–0 trước Ả Rập Xê-út trong một trận giao hữu. Vào ngày 17 tháng 11 năm 2010, trong một trận giao hữu diễn ra ở Sofia , Bulgaria đã để thua Serbia với tỷ số 0–1. Mặc dù giành chiến thắng trong trận đấu đầu tiên ở vòng loại trước Wales, Bulgaria dưới thời Matthäus đã không thể vượt qua vòng loại Euro 2012, sau các trận hòa với Thụy Sĩ và Montenegro , cũng như trận thua trên sân nhà trước Anh. Vào ngày 19 tháng 9 năm 2011, Matthäus đã bị sa thải.  Trận đấu với Thụy Sĩ là trận đấu cuối cùng của anh ấy.
Vào tháng 4 năm 2018, anh ấy là một trong số 77 ứng viên xin việc cho đội tuyển quốc gia Cameroon còn trống .

## Đời sống cá nhân
Cha của anh, người sinh ra ở miền nam Silesia , chạy sang Đức trong cuộc xâm lược của Liên Xô năm 1944, sau đó làm quản lý căng tin, trong khi mẹ anh làm việc cho Puma .
Ông có bốn người con, và đã kết hôn năm lần. Trong cuộc hôn nhân đầu tiên kéo dài từ năm 1981 đến năm 1992, người vợ Silvia sinh được hai cô con gái Alisa và Viola . Năm 1994, anh kết hôn với người mẫu Thụy Sĩ kiêm người dẫn chương trình truyền hình Lolita Morena và anh có một con trai, Loris. Cuộc hôn nhân kết thúc vào năm 1999.
Trong khi huấn luyện FK Partizan ở Belgrade, anh ấy gặp Marijana Kostić , một cô gái 31 tuổi, người Serbia, người đã trở thành người vợ thứ ba của anh vào ngày 27 tháng 11 năm 2003. Đây cũng là cuộc hôn nhân thứ ba của cô. Đến cuối năm 2007, hai vợ chồng ly thân và cô ấy đệ đơn ly hôn. Cuộc ly hôn của họ chính thức vào cuối tháng 1 năm 2009 sau khi kết thúc một vụ kiện kéo dài một năm tại Salzburg, Áo về việc phân chia tài sản.
Vào tháng 12 năm 2008, Matthäus 47 tuổi kết hôn với người mẫu Ukraine 21 tuổi Kristina Liliana Chudinova. Buổi lễ được tổ chức tại Las Vegas. Họ gặp nhau một năm trước đó tại lễ hội bia Oktoberfest ở Munich. Cặp đôi sống ở Tel Aviv , Israel, nơi Liliana theo học ngành báo chí tại một trường đại học địa phương; nhưng bắt đầu sống ly thân vào đầu năm 2010.
Matthäus và Anastasia Klimko có một con trai, Milan . Cuộc hôn nhân kết thúc vào năm 2021.

## Thống kê sự nghiệp

### Câu lạc bộ
|                     |                          |                     | Vô địch quốc gia | Vô địch quốc gia | Cúp quốc gia | Cúp quốc gia | Cúp liên đoàn | Cúp liên đoàn | Cúp châu lục | Cúp châu lục | Tổng cộng | Tổng cộng |
| Mùa giải            | Câu lạc bộ               | Giải đấu            | Số trận          | Số bàn           | Số trận      | Số bàn       | Số trận       | Số bàn        | Số trận      | Số bàn       | Số trận   | Số bàn    |
| Đức                 | Đức                      | Đức                 | VĐQG             | VĐQG             | Cúp quốc gia | Cúp quốc gia | Cúp liên đoàn | Cúp liên đoàn | Cúp châu Âu  | Cúp châu Âu  | Tổng cộng | Tổng cộng |
| ------------------- | ------------------------ | ------------------- | ---------------- | ---------------- | ------------ | ------------ | ------------- | ------------- | ------------ | ------------ | --------- | --------- |
| 1979–80             | Borussia Mönchengladbach | Bundesliga          | 28               | 4                | 2            | 0            | —             | —             | 11           | 2            | 41        | 6         |
| 1980–81             | Borussia Mönchengladbach | Bundesliga          | 33               | 10               | 5            | 2            | —             | —             | —            | —            | 38        | 12        |
| 1981–82             | Borussia Mönchengladbach | Bundesliga          | 33               | 3                | 5            | 4            | —             | —             | 4            | 1            | 42        | 8         |
| 1982–83             | Borussia Mönchengladbach | Bundesliga          | 34               | 8                | 5            | 2            | —             | —             | —            | —            | 39        | 10        |
| 1983–84             | Borussia Mönchengladbach | Bundesliga          | 34               | 11               | 6            | 4            | —             | —             | —            | —            | 40        | 15        |
| 1984–85             | Bayern Munich            | Bundesliga          | 33               | 16               | 6            | 0            | —             | —             | 5            | 1            | 44        | 17        |
| 1985–86             | Bayern Munich            | Bundesliga          | 23               | 10               | 5            | 2            | —             | —             | 3            | 0            | 31        | 12        |
| 1986–87             | Bayern Munich            | Bundesliga          | 31               | 14               | 3            | 1            | —             | —             | 7            | 4            | 41        | 19        |
| 1987–88             | Bayern Munich            | Bundesliga          | 26               | 17               | 4            | 3            | —             | —             | 4            | 1            | 34        | 21        |
| Ý                   | Ý                        | Ý                   | VĐQG             | VĐQG             | Cúp QG       | Cúp QG       | Cúp liên đoàn | Cúp liên đoàn | Cúp châu Âu  | Cúp châu Âu  | Tổng cộng | Tổng cộng |
| 1988–89             | Internazionale           | Serie A             | 32               | 9                | 7            | 3            | —             | —             | 5            | 0            | 44        | 12        |
| 1989–90             | Internazionale           | Serie A             | 25               | 11               | 2            | 2            |               |               | 2            | 0            | 29        | 13        |
| 1990–91             | Internazionale           | Serie A             | 31               | 16               | 3            | 1            |               |               | 12           | 6            | 46        | 23        |
| 1991–92             | Internazionale           | Serie A             | 27               | 4                | 5            | 1            |               |               | 2            | 0            | 34        | 5         |
| Đức                 | Đức                      | Đức                 | VĐQG             | VĐQG             | Cúp quốc gia | Cúp quốc gia | Cúp liên đoàn | Cúp liên đoàn | Cúp châu Âu  | Cúp châu Âu  | Tổng cộng | Tổng cộng |
| 1992–93             | Bayern Munich            | Bundesliga          | 28               | 8                | 0            | 0            | —             | —             | —            | —            | 28        | 8         |
| 1993–94             | Bayern Munich            | Bundesliga          | 33               | 8                | 3            | 1            | —             | —             | 4            | 1            | 40        | 10        |
| 1994–95             | Bayern Munich            | Bundesliga          | 16               | 5                | 2            | 0            | —             | —             | 6            | 0            | 24        | 5         |
| 1995–96             | Bayern Munich            | Bundesliga          | 19               | 1                | 0            | 0            | —             | —             | 7            | 0            | 26        | 1         |
| 1996–97             | Bayern Munich            | Bundesliga          | 28               | 1                | 3            | 0            | —             | —             | 2            | 0            | 33        | 1         |
| 1997–98             | Bayern Munich            | Bundesliga          | 25               | 3                | 3            | 0            | 2             | 0             | 5            | 0            | 35        | 3         |
| 1998–99             | Bayern Munich            | Bundesliga          | 25               | 1                | 5            | 0            | 2             | 0             | 12           | 1            | 44        | 2         |
| 1999–2000           | Bayern Munich            | Bundesliga          | 15               | 1                | 2            | 0            | 0             | 0             | 9            | 0            | 26        | 1         |
| Hoa Kỳ              | Hoa Kỳ                   | Hoa Kỳ              | VĐQG             | VĐQG             | Open Cup     | Open Cup     | MLS Cup       | MLS Cup       | Bắc Mỹ       | Bắc Mỹ       | Tổng cộng | Tổng cộng |
| 2000                | MetroStars               | Major League Soccer | 16               | 0                | 2            | 0            | 5             | 0             | —            | —            | 23        | 0         |
| Quốc gia            | Đức                      | Đức                 | 464              | 121              | 59           | 19           | 4             | 0             | 79           | 11           | 606       | 151       |
| Quốc gia            | Ý                        | Ý                   | 115              | 40               | 17           | 7            | —             | —             | 21           | 6            | 153       | 53        |
| Quốc gia            | Hoa Kỳ                   | Hoa Kỳ              | 16               | 0                | 2            | 0            | 5             | 0             | —            | —            | 23        | 0         |
| Tổng cộng sự nghiệp | Tổng cộng sự nghiệp      | Tổng cộng sự nghiệp | 595              | 161              | 78           | 26           | 9             | 0             | 100          | 17           | 782       | 204       |

### Quốc tế
| Đức       | Đức     | Đức    |
| Năm       | Số trận | Số bàn |
| --------- | ------- | ------ |
| 1980      | 1       | 0      |
| 1981      | 1       | 0      |
| 1982      | 10      | 0      |
| 1983      | 7       | 0      |
| 1984      | 10      | 0      |
| 1985      | 7       | 1      |
| 1986      | 15      | 2      |
| 1987      | 6       | 1      |
| 1988      | 10      | 4      |
| 1989      | 3       | 1      |
| 1990      | 15      | 7      |
| 1991      | 7       | 3      |
| 1992      | 4       | 0      |
| 1993      | 11      | 0      |
| 1994      | 15      | 3      |
| 1995      | 0       | 0      |
| 1996      | 0       | 0      |
| 1997      | 0       | 0      |
| 1998      | 8       | 0      |
| 1999      | 13      | 1      |
| 2000      | 7       | 0      |
| Tổng cộng | 150     | 23     |

## Danh hiệu

### Câu lạc bộ

#### Bayern Munich
- Bundesliga: 1984–85, 1985–86, 1986–87, 1993–94, 1996–97, 1998–99, 1999–00
- DFB-Pokal: 1985–86, 1997–98, 1999–00
- UEFA Cup: 1995–96

#### Inter Milan
- Vô địch Serie A: 1988–89
- SuperCoppa Italiana: 1991
- UEFA Cup: 1990–91

### Đội tuyển Đức
- UEFA Euro: 1980
- FIFA World Cup: 1990
- Vô địch giải ở Serbia and Montenegro: 2003 (là HLV).

### Cá Nhân
- Cầu thủ xuất sắc nhất năm của FIFA: 1991
- Ballon d'Or: 1990
- World Soccer: 1990
- Cầu thủ Đức hay nhất năm: 1990, 1991